# Olivia Wyndham
Olivia Madeline Grace Mary Wyndham (30 novembre 1897 - 1967) est une photographe de la société britannique et membre du groupe mondain des années 1920 connu sous le nom de Bright Young People.

## Biographie
Elle est la fille du colonel Guy Wyndham, (un membre de The Souls, le groupe réuni chez ses parents, Clouds House, dans le Wiltshire ) et sa femme Edwina Virginia Joanna, fille du révérend Frederick Fitzpatrick . Olivia Wyndham est l'arrière-arrière-petite-fille du 3e comte d'Egremont  et arrière-petite-fille du 1er baron Leconfield, sœur du millionnaire (Guy) Richard "Dick" (Charles) Wyndham, et un parent éloigné d'Oscar Wilde . Ayant fondé avec lui un studio ("M Studio" à Fitzroy Square) Wyndham organise une exposition avec l'Américain Curtis Moffat en juin 1927 . Les Sitwell, Tallulah Bankhead et Cecil Beaton sont leurs sujets réguliers. Wyndham aurait été une source d'inspiration pour la photographe Barbara Ker-Seymer, qui reprend le studio de Wyndham lorsqu'elle part en Amérique .
Ayant épousé l'Américain Howland Spencer en 1930 (ils divorcent en 1931)  elle vit dans un ménage à trois avec Edna Lewis Thomas, une actrice afro-américaine à succès, et son mari, Lloyd Thomas . Dans les années 1930, Wyndham est peinte par l'artiste Joseph Delaney .
Elle est la tante de l'écrivain Joan Wyndham (en), et la demi-soeur du journaliste, éditeur et écrivain Francis Wyndham, exécuteur testamentaire littéraire de Jean Rhys.